# Просяной карликовый гремучник
Просяной карликовый гремучник (лат. Sistrurus miliarius) — ядовитая змея подсемейства ямкоголовых семейства гадюковых.

## Распространение и образ жизни
Встречается на юго-востоке США. Рацион состоит из мелких млекопитающих и птиц, ящериц, насекомых, лягушек, а также других змей.
Живородящий вид.
Укусы этих змей представляют реальную угрозу для жизни человека.

## Классификация
Выделяют три подвида:
- S. m. barbouri — от Южной Каролины до Флориды и юго-восточного Миссисипи, а также в Алабаме:
- S. m. miliarius — от Северной Каролины до Джорджии и Алабамы;
- S. m. streckeri — штаты Миссисипи, Арканзас, Луизиана, Алабама, Оклахома, юго-западный Теннесси и восточный Техас.